# Nestor de Sousa
Nestor de Sousa (Ponta Delgada, 11 de outubro de 1931 — Ponta Delgada, 23 de junho de 2017) foi um historiador de Arte, museólogo e antigo professor do ensino secundário e universitário. Foi também actor e encenador de teatro.

## Biografia
Licenciado em História pela Universidade de Coimbra, lecionou nos Liceus Nacionais de Santarém e Tomar, onde criou e dirigiu um Centro Cultural. Foi membro do Teatro dos Estudantes da Universidade de Coimbra e participou em vários festivais nacionais e estrangeiros[carece de fontes?].
De regresso à ilha de São Miguel em 1974, foi professor no Liceu Nacional de Ponta Delgada e no Instituto Universitário dos Açores, que depois viria a ser a Universidade dos Açores, de 1976/1977 a 2001/2002.
Realizou um Mestrado em História da Arte pela Universidade Nova de Lisboa, sob a orientação de José-Augusto França, com a tese A Arquitectura Religiosa de Ponta Delgada nos Séculos XVI a XVIII (1986). Anunciou na introdução a esta obra de referência que tencionava realizar uma tese de doutoramento sobre A Arquitectura Religiosa dos Açores nos Séculos XVI a XVIII, mas acabaria por nunca ser apresentada.
Possui obras publicadas sobre a temática historiográfica artística em periódicos culturais regionais e nacionais, como a revista Arquipélago - História, da Universidade dos Açores. Além disso, tem estudos publicados sobre algumas personalidade notórias da arte regional, como Duarte Maia, Canto da Maia, Domingos Rebelo e Raimundo Machado da Luz, assim como de autores contemporâneos, como Álvaro Raposo de França, Luís França e Urbano.
Foi director do Museu Carlos Machado, de 1975 a 1985, sem qualquer vencimento, procurando realizar várias melhorias de molde a modernizar a instituição. Organizou exposições e foi responsável pela aquisição de várias obras de pintores portugueses contemporâneos. Viria a pedir a demissão em 1985. Foi responsável pela criação e organização do Museu Municipal do Nordeste, inaugurado em 1989. Foi membro da Academia Nacional de Belas-Artes.

## Algumas obras
Da sua obra destacam-se:
- Exposição Canto da Maia (1976)
- Retrospectiva da Pintura de Machado da Luz (1978)
- O Pintor Domingos Rebelo em Tempos de Açorianidade Artística (1990),
- Duarte Maia (1992),
- Luís França - Pintura (1992)
- O Palacete Porto Formoso e Outras Imagens do Quotidiano Oitocentista em Ponta Delgada (1997).
- Carta ao Meu Professor João Bernardo (2003), artigo de homenagem ao Prof. João Bernardo de Oliveira Rodrigues
- Três Temas da Escultura de Canto da Maia (2004)